# Ermita de Nuestra Señora de los Remedios (Zamora)

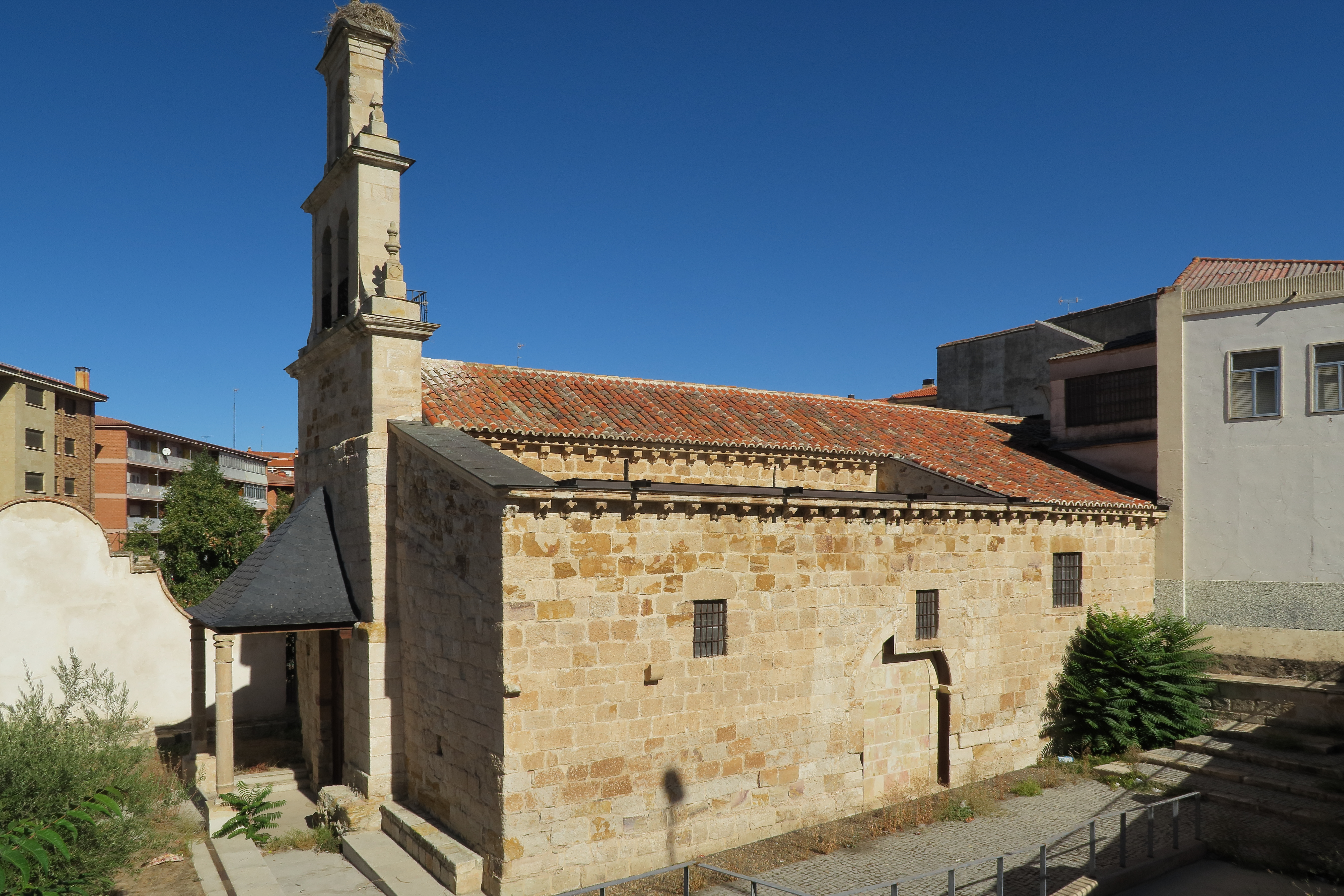
Ermita de Nuestra Sra de los Remedios

La ermita de Nuestra Señora de los Remedios es un templo ubicado en el municipio de Zamora (Castilla y León, España).

## Origen
Próxima a la antigua ermita de Santa María de los Olleros o de la Vega, y ubicada como ésta en el arrabal o puebla del mismo nombre, la ermita de los Remedios se conoce desde el siglo XII. Su datación precisa es difícil dado que su estructura se
encuentra empotrada en el convento de las Hermanas de la Caridad. Por otro lado, al igual que otras iglesias zamoranas, sufrió alteraciones importantes a lo largo del siglo XVIII.

## Descripción
Se trata de una iglesia de planta basilical de tres naves con restos de pilares cruciformes lo que puede indicar su posible abovedamiento original. De la antigua fábrica románica conserva el aparejo del muro meridional y la típica cornisa de canecillos que recuerdan a otros templos coetáneos y a la Catedral. En el lado sur, la antigua portada cegada permite la observación de lo que pudo ser el arranque de un arco de medio punto doblado. La ermita de los Remedios está vinculada a la romería de la Hiniesta y también a la denominada Cruz del rey don Sancho.

## Planta

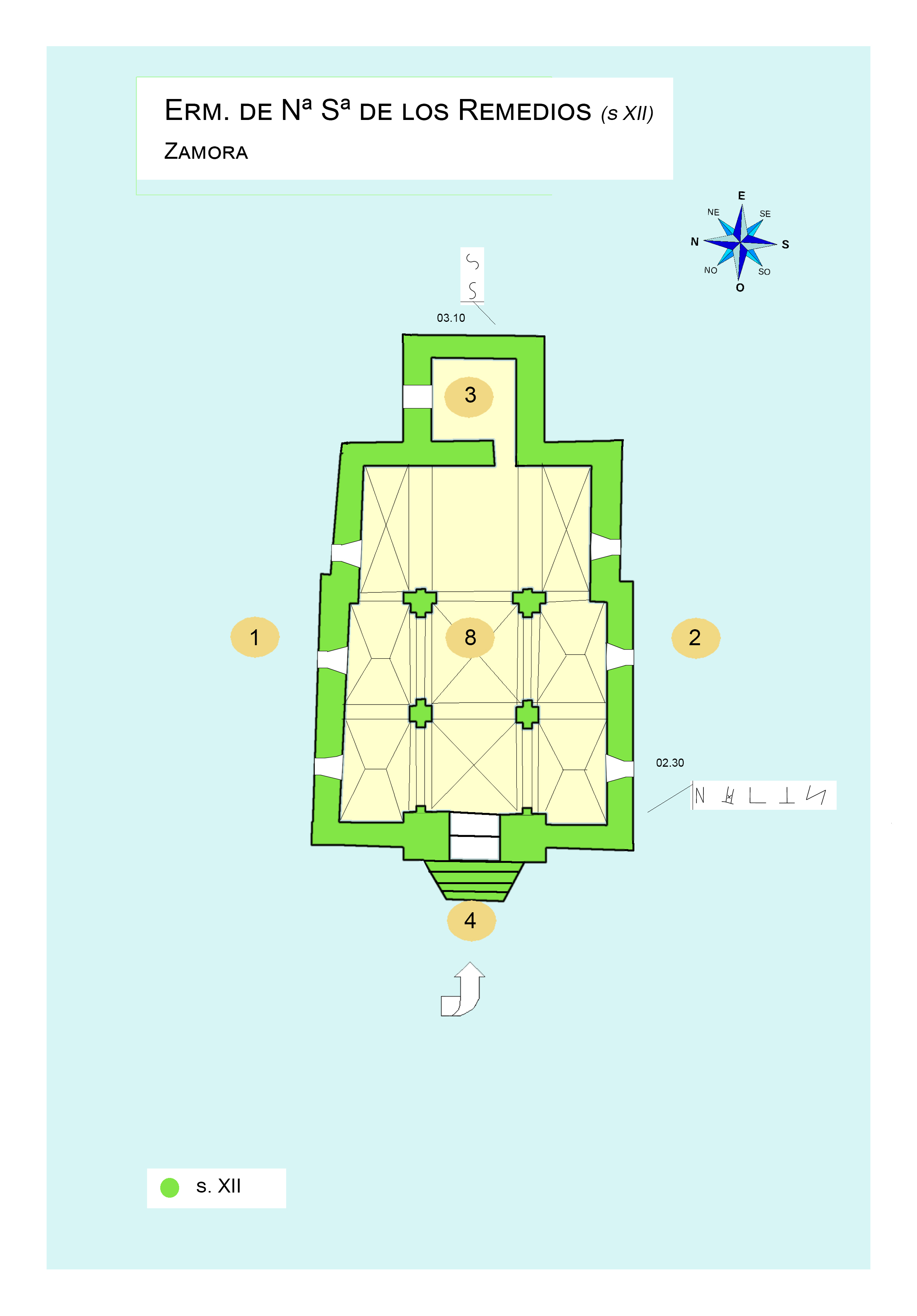
Aprox. a la planta y marcas de cantero en la ermita de N.ª S.ª de los Remedios.

Se han identificado 8 signos de 5 tipos diferentes, todos ellos de diseño sencillo de 1 a 3 trazos, con predominio de trazo recto y perfil normal sin terminaciones.
Su diseño corresponde a un tipo común a muchos templos de etapa constructiva del románico, ver informe "Etapas históricas".

## Uso actual
Su uso actual se reduce a celebraciones religiosas puntuales. Se incluye en la demarcación parroquial de San Lázaro y su cuidado está encomendado a la Comunidad de las Hijas de la Caridad.